# 博羅維奇 (馬涅維奇區)
51°4′22″N 25°28′24″E / 51.07278°N 25.47333°E
博羅維奇（烏克蘭語：Боровичі），是烏克蘭西北部的村落，隸屬沃倫州的盧茨克區。該村始建於1570年，面積4.16平方公里，海拔高度171米，2001年人口1,109，人口密度每平方公里266.59人。